# Deissi
Con il termine deissi si definisce, in linguistica, il ricorso ad espressioni che, all'interno di un enunciato, facciano riferimento:
- alla situazione spazio-temporale in cui lo stesso enunciato è emesso (in relazione al tempo dell'enunciazione si parla di origo[2] deittica);
- alle persone che emettono o ricevono l'enunciato.

Il termine "deissi" origina dal greco antico δεῖξις?, deîxis ("indicazione"), derivato di δείκνυμι (dèiknymi, "io mostro, io indico").
Le lingue naturali ricorrono assai spesso ad elementi deittici grammaticalizzati: per questa ragione, lo studio della deissi riguarda sia la semantica sia la pragmatica, ma interessa anche la logica (con i contributi di Charles Sanders Peirce e Bertrand Russell) e la psicologia.
I più importanti contributi allo studio linguistico della deissi provengono da Karl Bühler, Henri Frei, Émile Benveniste, Charles J. Fillmore e John Lyons.

## Gli elementi deittici
Gli elementi linguistici tipici della deissi sono detti "elementi (o fattori) deittici" o anche semplicemente "deittici". Non è possibile interpretare il significato di un elemento deittico senza prendere in considerazione la realtà extralinguistica a cui esso fa riferimento.
Ad esempio, nella frase
Io, questo qui, non lo voglio!
ci sono tre elementi deittici, io (la persona che parla, definita dal contesto enunciativo), questo (una persona, un animale o un oggetto) e qui (il luogo in cui si trovano emittente e destinatario).
In genere la deissi viene espressa principalmente con aggettivi dimostrativi (come questo e quello), con pronomi personali, avverbi di tempo e luogo (come adesso, ieri, qui, là) e con il tempo verbale. Una frase come
Ieri ho portato questo pacco da qui a là.
è strettamente collegata alla situazione spazio-temporale in cui viene pronunciata, in quanto gli elementi deittici non sono compiutamente interpretabili senza tenere in conto il contesto extralinguistico (il giorno specifico in cui si è, l'oggetto fisicamente indicato, il luogo in cui si trovano i parlanti e il luogo in cui è stato portato l'oggetto).
Così, altrettanto, l'utilizzo del morfo legato -ndo del gerundio italiano può indicare che un certo evento è in relazione di prossimità cronologica con l'emissione dell'enunciato:
Sta arrivando Giovanni.
Un riferimento deittico è presente anche nelle perifrasi progressive. Nella frase
Sto scrivendo.
è indicato espressamente che l'azione descritta è contemporanea all'emissione dell'enunciato.
Ogni lingua naturale è nata innanzitutto in vista di una interazione faccia a faccia, come lingua parlata. L'importanza della deissi rimanda a questa origine del linguaggio umano (verbale o meno): essa è "il mezzo attraverso cui la relazione fra lingua e contesto è più direttamente riflessa nella struttura delle lingue".

## Il centro deittico
Il valore del riferimento alla realtà extralinguistica varia a seconda del variare del contesto. Ad esempio, il significato dell'avverbio di luogo qui varia a seconda del variare del luogo concreto in cui si svolge la conversazione; il sintagma un'ora fa indica uno specifico istante solo se "ancorato" ad uno specifico tempo. Le coordinate spazio-temporali e l'identità del parlante formano insieme il cosiddetto "centro deittico", formato dalla triade ego-hic-nunc (in latino, rispettivamente, "io"-"qui"-"ora"). Il centro deittico è un insieme di punti di riferimento nella realtà che caratterizzano l'enunciato:
- dicendo io, chi parla grammaticalizza il fatto di riferirsi a sé stesso[7]
- dicendo lì, chi parla sottintende un centro di riferimento spaziale (che corrisponde al luogo in cui gli interlocutori sono raccolti a parlare)
- dicendo dopo, chi parla fissa un punto di riferimento temporale, cioè il presente della comunicazione

A queste tre determinazioni primarie corrispondono i tre principali tipi di deissi, quella personale, quella spaziale, quella temporale.

### I principali tipi di deissi
Si devono a Charles J. Fillmore, (Santa Cruz Lectures on Deixis, 1971) e a John Lyons, (Semantics, 1977) l'individuazione e la sistemazione di cinque tipi di deissi; le tre principali forme di deissi sono la deissi personale, la deissi spaziale e la deissi temporale.
- La deissi personale organizza i ruoli del discorso[4]: su di essa si possono fondare deissi spaziali e temporali[1]. Ciascun parlante può mettere in rilievo che sta riferendosi a sé stesso attraverso l'uso dei pronomi personali di prima persona (singolare e plurale): il pronome io, ad esempio, è caratterizzato dal fatto di "designare 'colui che emette l'enunciato', e di trovarsi quindi in una relazione esistenziale con lui. In termini più elementari, io designa entità diverse secondo la persona che lo adopera"[8]. Quelli di seconda persona rinviano all'interlocutore. Se il riferimento è a persona terza rispetto a emittente e destinatario, chi parla userà i pronomi di terza persona. La deissi personale tende ad avere una pianificazione "egocentrica"[1], in cui il riferimento non marcato è quello alla prima persona.[1]
- La deissi spaziale mette in rapporto il linguaggio alla posizione delle persone e degli oggetti nello spazio[1]. In lingua italiana, ad esempio, essa si serve di parole come qui, lì, ma anche di aggettivi dimostrativi come questo (riferito ad un oggetto non troppo distante dal luogo in cui è posto il parlante) o i verbi andare e venire o, ancora, espressioni come dritto, sopra, a destra, alla tua sinistra.[1]
- La deissi temporale è il mezzo per indicare, nel linguaggio, il momento stesso dell'enunciazione[1]. Questo tempo dell'enunciazione è di norma inteso come tempo di riferimento (e in questo senso si parla di "origo[2] deittica"), ma è sempre possibile scegliere un altro tempo di riferimento, come l'egira o la nascita di Gesù (origo che Wolfgang Klein chiama "calendarica"[9]). L'uso dell'origo deittica è diffuso in pressoché tutte le lingue naturali: la sua funzionalità diminuisce sensibilmente nella comunicazione scritta, dove il tempo dell'enunciazione non coincide con quello dell'ascolto.[9] Il primo a parlare di origo deittica è stato il linguista Karl Bühler[10], mentre il concetto di "deictic anchorage" ("ancoraggio deittico") è da attribuire allo psicologo norvegese Ragnar Rommetveit (1924-2017).[11]

### Altri tipi di deissi
Altri tipi di deissi sono la deissi testuale e la deissi sociale.
- La deissi testuale (o deissi del discorso) pone il testo (sia orale che scritto) come centro deittico: nel testo orale, il riferimento ad altre parti del discorso avviene attraverso deissi temporali (ad esempio: Come dicevo prima...); nel testo scritto si adoperano piuttosto deissi spaziali (ad esempio: Nel precedente capitolo..., infra, supra etc).[1]
- La deissi sociale riguarda gli atti linguistici di tipo allocutivo, cioè tesi a codificare nel linguaggio le relazioni sociali (in particolare l'approccio all'interlocutore attraverso riferimenti di seconda persona come tu/Lei, Voi, Vostro Onore etc).[1]

## Indessicalità
Ai termini "deissi" e "deittico" sono collegati i termini "indessicalità" e "indessicale", giunti all'italiano dall'inglese indexical, parola ricavata da Charles Sanders Peirce dal latino ĭndex. Index è uno dei tre tipi di segno individuati da Peirce (vedi Indice (linguistica)):
(A Sketch of Logical Critics, in The Essential Peirce, Selected Philosophical Writings, Volume 2 (1893–1913), Peirce Edition Project, eds., Indiana University Press, Bloomington and Indianapolis, IN, 1998, pp.:460-461, 1909)
Mentre le icons sono segni che rappresentano certi oggetti solo per somiglianza (vedi Iconicità), gli indices hanno con gli oggetti cui rinviano un rapporto concreto e reale.
Il termine "indessicale" è talvolta inteso come sinonimo di "deittico" o di "indicale" (termine diffuso soprattutto in testi di filosofia del linguaggio e di semiotica, che si riferisce ad un segno che indica una certa cosa come sua origine). Le espressioni indessicali sono tratti linguistici che rinviano al contesto enunciativo.
Per "funzione indessicale" si intende la capacità del linguaggio di rivelare caratteristiche individuali del parlante (età, sesso, religione, professione) attraverso tratti prosodici. L'espressione è utilizzata oltre che in ambito linguistico anche in ambito psicologico ed etologico.

## Deissi inerente e deissi contestuale
Alcuni autori distinguono deissi "inerente" da deissi "contestuale":
- la deissi inerente si serve di parole che sono sempre usate in senso deittico (è il caso dei pronomi personali di prima e seconda persona singolari e plurali, e di certi avverbi di spazio e tempo)
- la deissi contestuale riguarda parole o espressioni che possono o meno essere usate deitticamente e il cui essere deittico dipende dal cotesto (cioè dal contesto linguistico). Ad esempio il sintagma a destra è deittico con ancoraggio "assoluto" nel caso di un enunciato del tipo:

gira a destra!
perché bisogna essere a conoscenza di informazioni sullo spazio di riferimento del parlante. L'ancoraggio è invece solo relativo nel caso di un enunciato del tipo:
...e Ciccio girò a destra
in cui lo spazio di riferimento non è per forza quello del parlante e del suo interlocutore.

## Deittici riflessivi e non-riflessivi
Nella frase
Lo baciò e si vestì
si è un deittico "riflessivo", in quanto coreferente con il soggetto dell'enunciato; lo è invece non-riflessivo in quanto non-coreferente.
La distinzione tra deittici riflessivi e deittici non-riflessivi è particolarmente rilevante nelle terze persone, dove, in ragione della molteplicità degli enti a cui le terze persone possono riferirsi, l'ambiguità potenziale è maggiore. Per questa ragione, molte lingue adottano delle forme speciali di terza persona a seconda che vi sia o meno coreferenza dei pronomi con il soggetto.
In italiano, ad esempio, un frase come
Alessandro uccise sua madre e i suoi amici.
è "costitutivamente" ambigua poiché, in assenza di riferimenti alla realtà extralinguistica, non è possibile dire se gli amici uccisi fossero amici di Alessandro o di sua madre. In latino, invece, suus ed eius sono entrambi aggettivi possessivi di terza persona, ma il primo è riflessivo, mentre il secondo no. A questo punto, sono possibili in latino le seguenti frasi:
Alexander Clitum, familiarem suum, interemit.
Alexander Clitum et familiares eius interemit.
che sono rispettivamente da intendersi:
Alessandro uccise Clito, suo amico.
Alessandro uccise Clito e gli amici di costui.
Nella prima frase suum è coreferente con Alexander, soggetto dell'enunciato. Nella seconda frase, eius è coreferente con l'oggetto dell'enunciato.
Un esempio possibile di enunciato che in latino utilizzi tanto suum che eius è:
Alexander matrem suam et familiares eius interemit.
cioè
Alessandro uccise sua madre e i suoi [della madre] amici.
che corrisponde all'enunciato ambiguo in italiano citato supra.
L'inglese ha forme specializzate per i pronomi personali riflessivi (non, però, per gli aggettivi possessivi): himself e herself, mentre him e her sono le versioni non-riflessive. Così, ad esempio:
He says to him 'Ok!'
He says to himself 'Ok!'
Nella prima frase il soggetto si rivolge ad una terza persona, nella seconda frase a sé stesso.
L'italiano usa particolari forme rafforzative per evitare ambiguità, come negli esempi che seguono:
Alessandro salutò il padre, la madre e i di lui consiglieri.
Ognuno indossi la (sua) propria camicia.